# Ронсберг
Ронсберг (на немски: Ronsberg) е община (Markt) в Швабия, Бавария в Германия с 1681 жители (към 31 декември 2017).